# Oštećena glikemija natašte u plazmi
Oštećena glikemija natašte u plazmi (akronim IFG; od eng. reči impaired fasting glucose) je oblik predijabetesa u kojem iako je nivo šećera u krvi natašte konstantno veći od onoga što se smatra normalnim nivoom, nije dovoljno visok da bi se mogao dijagnostikovati kao šećerna bolest (dijabetes melitus).
I dok neki pacijenti sa oštečenom glikemijoma natašte u plazmi mogu imati smanjenu toleranciju na glukozu, mnogi od njih imaju normalan odgovor na test oralnog opterećenja glukozom. Osobe sa IFG-om imaju 5 — 15 puta veću verojatnost da će razviti dijabetes tipa 2 od ljudi koji imaju normaln nivom šećera u krvi.

## Opšte informacije
Ovo predijabetično stanje povezano je s otpornošću na inzulin i povećanim rizikom od kardiovaskularnih bolesti, i ima niži rizik od stanja označenog kao intolerancija na glukozu (akronim IGT; od eng. reči impaired glucose tolerance).
Narušen nivo glikemija natašte u plazmi može vremenom preći u dijabetes melitus tipa 2 ako se pravovremeno ne dijagnostikuje i ako pacijent ne promeni ishranu i načina života. Nakon 10 godina od prekomernog nivoa đećera u plazmi u 50% slučajeva postoji rizik od prelaska ovog stanja u šećernu bolest.

### Faktori rizika
U faktore rizika za razvoj oštećene glikemija natašte u plazmi, koji ograničavaju telo da kontroliše novo glukoze spadaju:
- Rasne razlike — budući da su crnaci ili južnoazijski narodi stariji od 25 godina i belci stariji od 40 godina skloni poremećajima u regulaciji nivoa glukoze u krvi
- Porodična anamneza šećerne bolesti tipa 2
- Prekomerna telesna težina
- Visok krvni pritisak
- Srčani ili moždani udar
- Gestacijski dijabetes
- Teški problem mentalnog zdravlja
- Zloupotreba pušenja i alkohola

## Klinička slika
Kliničkom slikom dominiraju oni isti simptomi kao i kod intolerancija na glukozu, ali se uglavnom pojavljuju iznenada i nisu
toliko intenzivni:
- osećaj žeđi ali i gladi,
- suva usta,
- zamagljen vid
- izražen umor i iscrpljenost,
- učestale infekcije,
- nagli gubitak telesne težine,
- česte potrebe za mokrenjem,
- gubitka mišićne mase,
- sveopšta ošamućenost.

## Dijagnoza
Kada se kod pacijenta merenjem ustanovi snižen ili povišen nivo šećera u krvi to jasno pokazuje da nešto nije u redu sa metabolizmom ugljenih hidrata. U tom slučaju potrebno je uraditi test oštećene glikemije natašte u plazmi.
Ovim testom određuju se vrednost šećera u krvi 120 minuta nakon uzimanja obroka i ako je ona 11,1 mmol/L ili više (u dva odvojena ispitivanja), kod ispitanika se radi se o šećernoj bolesti. Njime se utvrđuje da li pacijent boluje od šećerne bolesti, trudničkog ili gestacijskog dijabetesa, niskog šećera u krvi ili smanjene tolerancije na glukozu.
Dijagnostički kriterijumi SZO za stanja hiperglikemije i šećernu bolest
| Stanja hiperglikemije                                               | Glikemija natašte | Plazma glukoza u 120 min OGTT-а, | HbA1c %   |
| ------------------------------------------------------------------- | ----------------- | -------------------------------- | --------- |
| Oštećena glikemija natašte u plazmi (IFG; impaired fasting glucose) | 6,1 do 6,9 mmol/L | < 7,8 mmol/L                     | 6,0 — 6,4 |
| Intolerancija na glukozu (IGT; impaired glucose tolerance)          | < 7,0 mmol/L      | ≥7.8 i < 11,1 mmol/L             | 6,0 — 6,4 |
| Šečerna bolest                                                      | ≥ 7,0 mmol/L      | ≥ 11,1 mmol/L                    | ≥ 6,5     |

Priprema
Pre izvođenja testa potrebno je da ispitanik najmanje 10 časova pre toga gladujete i da nekoliko dana pre toga izbegava naporne fizičke aktivnosti.
Način izvođenja IFG i rezultati
Test oštećene glikemije natašte u plazmi (IFG) se izvodi ujutru sa 75 g glukoze. Najpre se izmeri jutarnja vrednost šećera u krvi, a nakon što ispitanik popije 75 glukoze sa 2 dl vode, miruje 2 časa u ordinaciji. Nakon 2 časa, ponovo se meri šećer i na osnovu nivoa glukoze u krvi može da se utvrdi dijagnoza, pa tako:
- ukoliko je vrednost glukoze u krvi manja od 7,8 mmol/l, onda je u pitanju normalna tolerancija na glukozu.
- ako je vrednost glukoze u krvi veća od 7,8 mmol/L, onda je pacijent intolerantn na glukozu,
- ako je vrednost glukoze veća od 11,1 mmol/L, pacijent bolujete od šećerne bolesti.

Ukoliko je utvrđeno da niste tolerantni na glukozu potrebno je da ponovite test nakon pola godine. Takozvani trudnčki ili gestacijski dijabetes podrazumeva netoleranciju na glukozu ili pojavu šećerne bolesti prvi put u toku trudnoće.

## Prevencija
Oštećena glikemija natašte u plazmi ne zahtieva poseban medicinski tretman, ali je u njenoj prevenciji snižavanje nivoa glukoze u krvi može spriječiti ili odgoditi razvoj dijabetesa tipa 2. To se možete postići:
- pravilnom i uravnoteženom ishranom,
- regulacijom suvišne telesne težine,
- podizanjem nivoa fizičke kondicije,
- prestankom pušenja i zloupotrebe alkohola.

## Napomene
1. ↑  Ako plazma glukoza u 120 min nije određena, stanje može ukazivati i na dijabetes i na IGT

## Spoljašnje veze
|  | Molimo Vas, obratite pažnju na važno upozorenje u vezi sa temama iz oblasti medicine (zdravlja). |